# Samessum (província)
Samessum (em turco: Samsun) é uma província e área metropolitana do norte da Turquia, situada na região do Mar Negro, com capital na cidade homónima. Tem 9 725 km² de área e em dezembro de 2021 tinha 1 371 274 habitantes (densidade: 141 hab./km²).
A província está subdividida em 17 distritos. A capital, Samessum, ocupa os seguintes distritos:
| Províncias adjacentes a Samessum |                 |      |
| Mar Negro                        |                 |      |
| Sinope e Chorum                  |                 | Ordu |
| Chorum                           | Amásia e Tocate | Ordu |

| - Atakum - Canik |  | - İlkadım - Tekkeköy |

Os restantes distritos são:
- 19 Mayıs
- Alaçam
- Asarcık
- Ayvacık
- Bafra
- Çarşamba
- Havza
- Kavak
- Ladik
- Salıpazarı
- Terme
- Vezirköprü
- Yakakent